# Altjirra Patera
L'Altjirra Patera è una struttura geologica della superficie di Io.